# Conjugatie (genetica)

Schematische weergave van conjugatie bij bacteriën

Conjugatie is de overdracht van DNA van een cel op een andere cel en is een vorm van genetische uitwisseling met horizontale genoverdracht.
Bij het conjugatie-proces vormen twee bacteriecellen tijdelijk een verbinding via de pili, waardoor plasmiden van de ene naar de andere bacterie gaan. Conjugatie wordt ook wel 'bacteriële seks' genoemd, hoewel er geen echte seks is, omdat er geen samensmelting plaatsvindt van gameten die een zygote kunnen vormen.
Conjugatie treedt op bij bacteriën, en naast transductie en transformatie is het een van de wijzen waarop genetische uitwisseling plaatsvindt.